# Мюсли

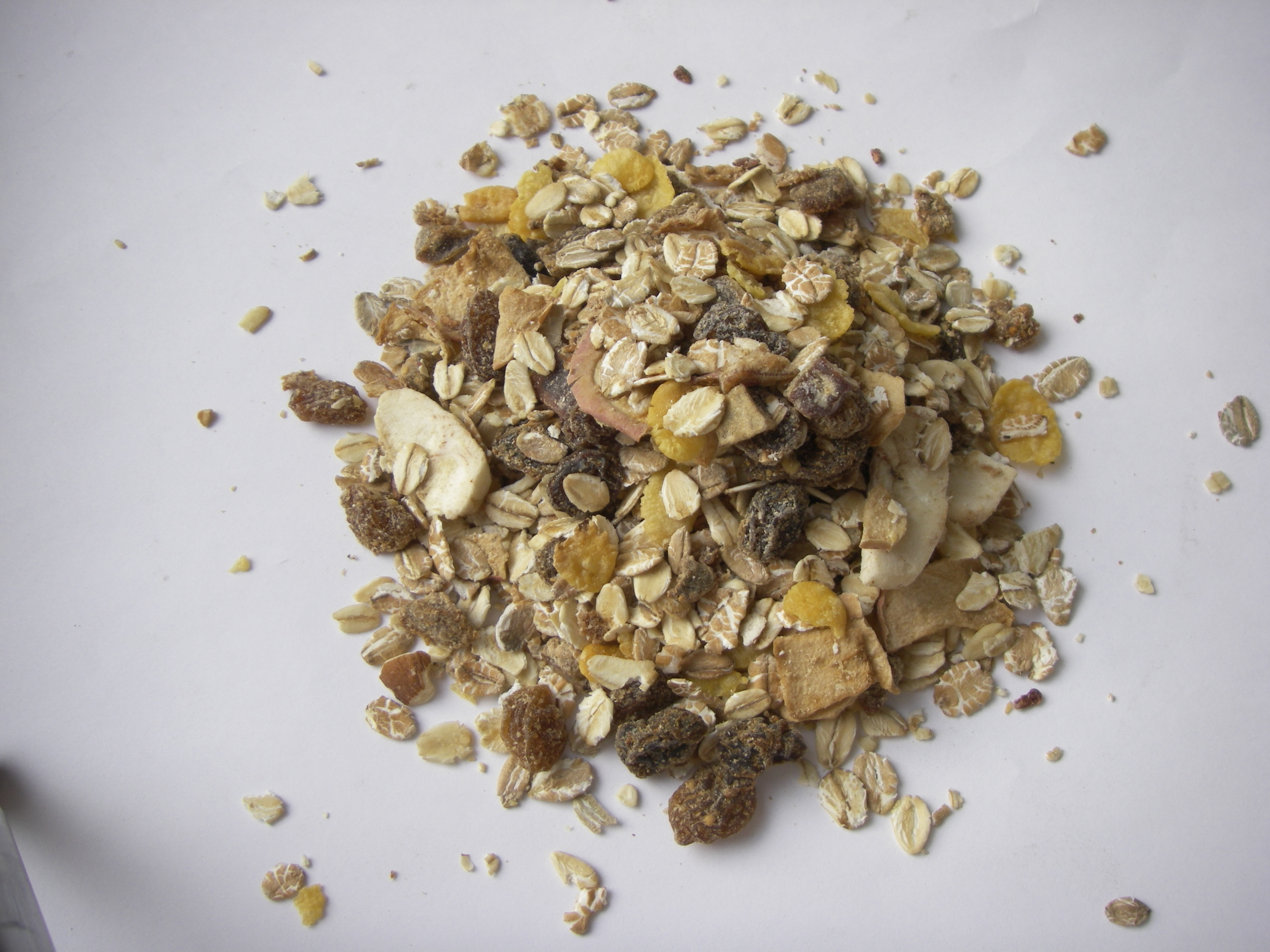
Мюсли россыпью

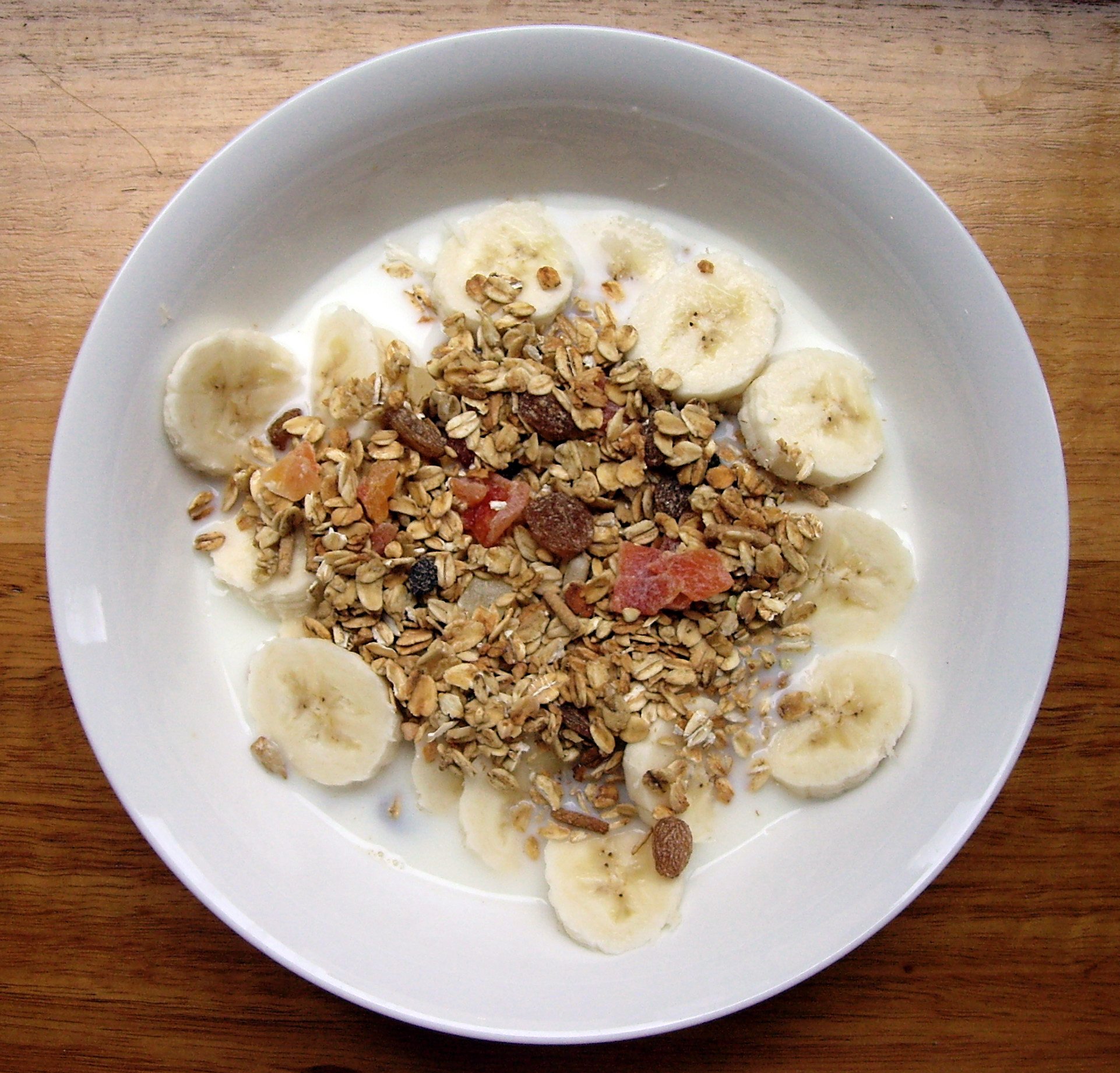
Сухие мюсли с молоком и бананами

Мю́сли (нем. Müsli, (Bircher)müesli, несклоняемое сущ.; прилагательные согласуются с ним в форме мн. ч.) — хлопья, приготовленные из сырых или запечённых злаков, сухофруктов, орехов, отрубей, ростков пшеницы, мёда и специй.
Мюсли были изобретены в 1900 году швейцарским врачом Максимилианом Бирхером-Беннером для пациентов госпиталя, где фрукты и овощи являлись необходимой частью здорового рациона.
Термин происходит от немецкого существительного «Mus», в свою очередь от фр. Mousse — «мусс» «пюре».
Мюсли в их современном виде распространились в западных странах начиная с 1960-х годов по мере роста интереса к здоровому питанию и диетам с низким содержанием жиров.
Мюсли различаются по срокам хранения, термической обработке, наличию консервантов. В натуральных мюсли не содержится консервантов.
Мюсли бывают двух видов: сырые и запечённые.
Сырые мюсли (мюсли без термической обработки) содержат механически обработанные овсяные хлопья, семечки, орехи и сухофрукты.
При изготовлении запечённых мюсли (гранола, кранч) злаки смешивают с натуральными соками, медом, иногда небольшим количеством растительных масел, и запекают при низких температурах. В печи мюсли приобретают более выраженный и насыщенный вкус. Запечённые мюсли слаще обычных.